# 首都高速神奈川7号横浜北西線

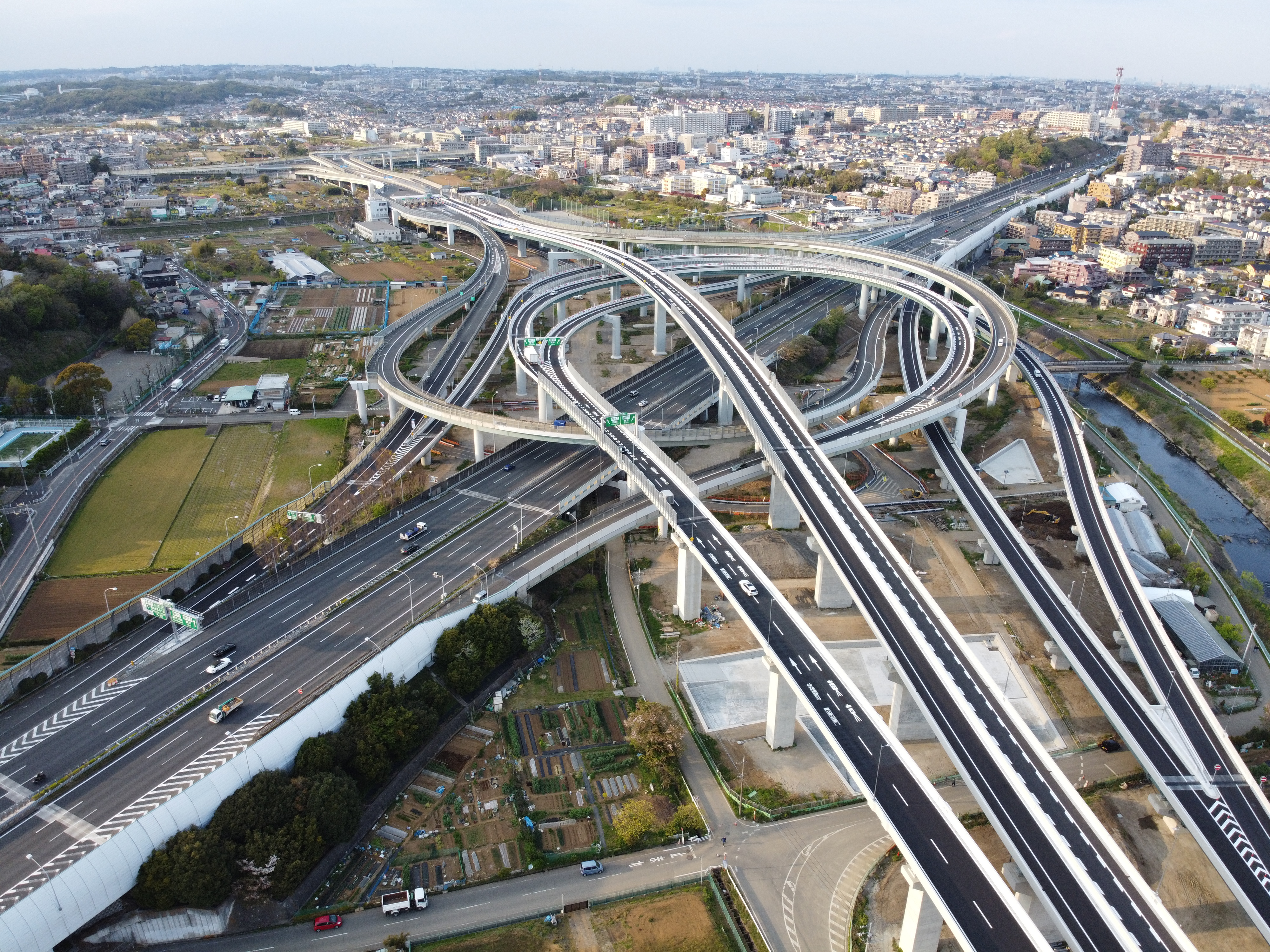
横浜青葉JCT（右下方向が北西線、2020年4月）

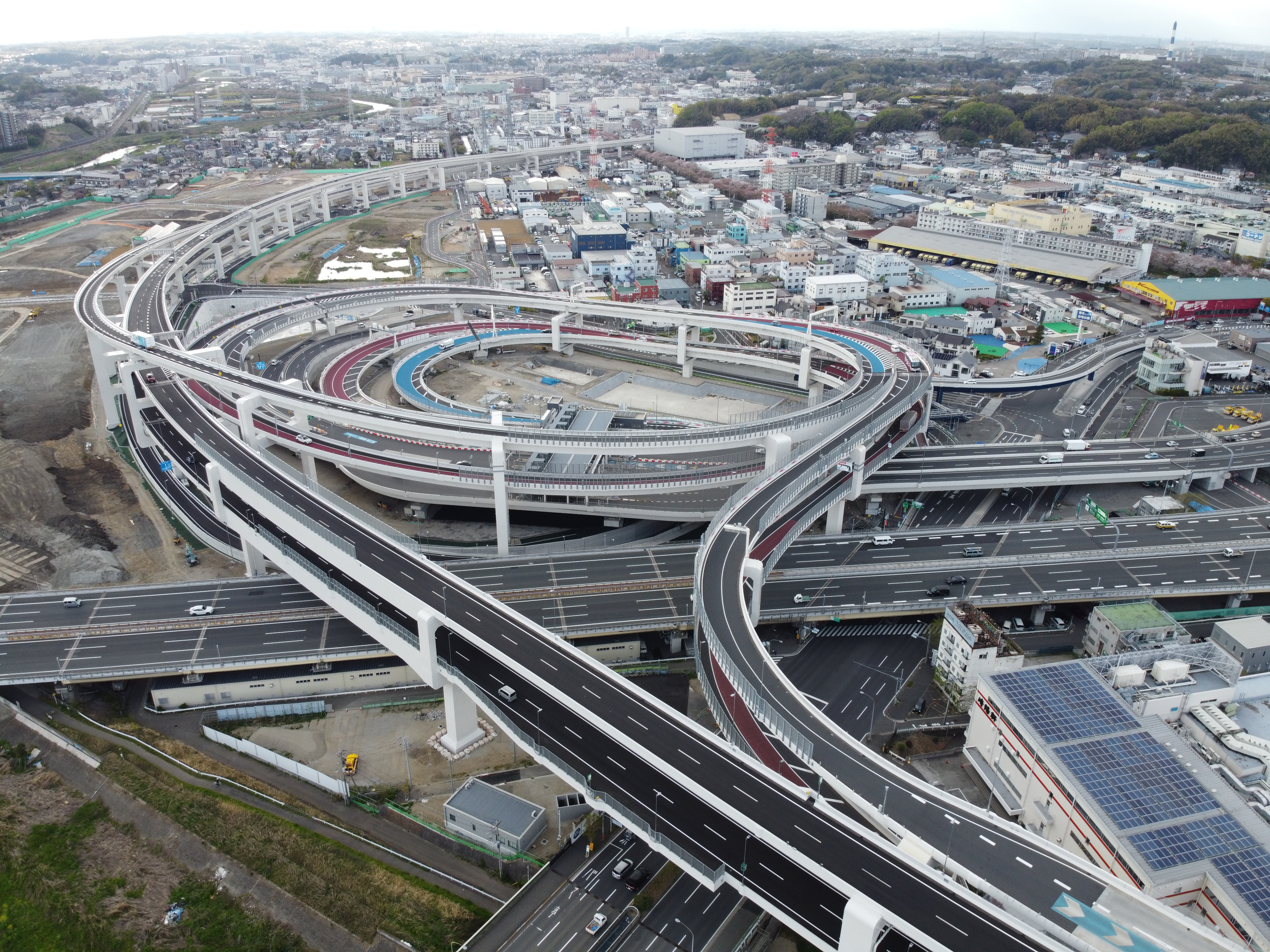
横浜港北JCT（左上が北西線、2020年4月）

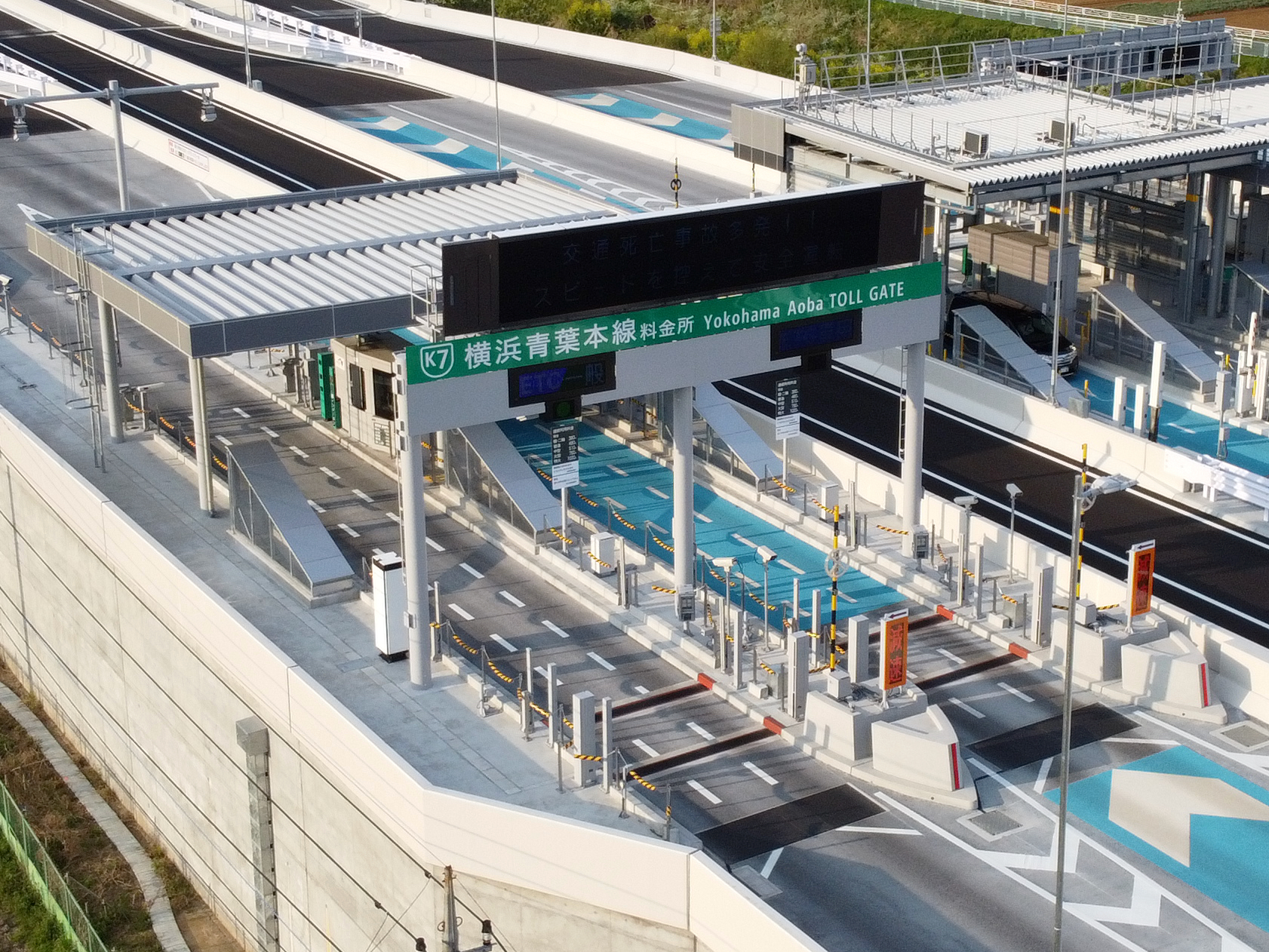
横浜青葉出口料金所（2020年4月）

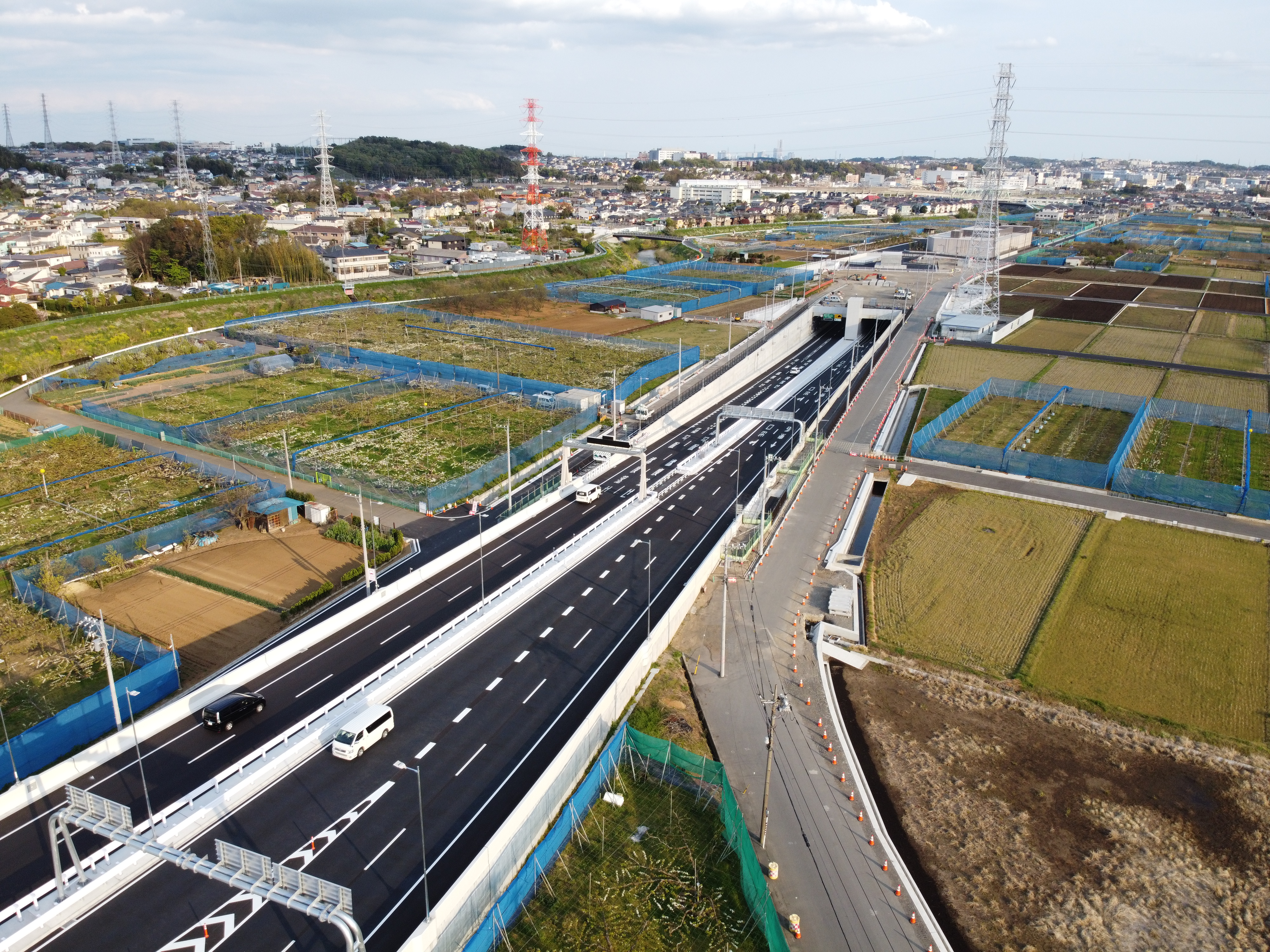
横浜北西トンネルの北端（2020年4月）

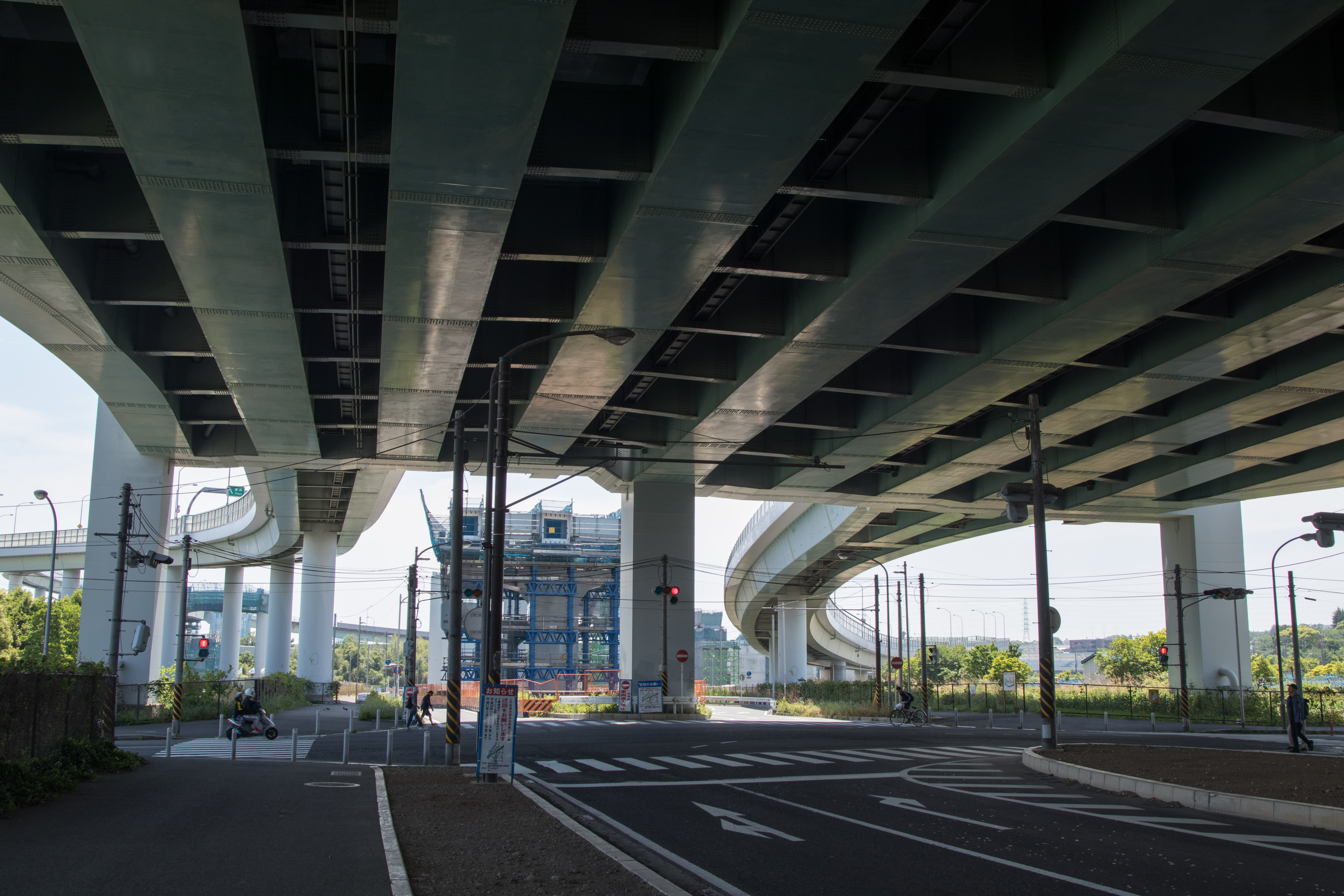
建設中の横浜青葉JCT。中央のスペースにのちに横浜北西線が接続した（料金所真下より撮影、2018年5月）

首都高速神奈川7号横浜北西線（しゅとこうそくかながわ7ごうよこはまほくせいせん）は、神奈川県横浜市都筑区から青葉区に至る首都高速道路の路線である。全長7.1キロメートル (km) 。核都市広域幹線道路を構成する路線でもある。
2020年（令和2年）3月22日に開通した。

## 概要
横浜市と国土交通省が「第三京浜道路」と「東名高速道路」を結ぶ道路の建設を構想し、2003年（平成15年）7月から有識者委員会を設立して、沿道住民の市民参画で意見を取り入れながら、計画の策定を本格化させた日本で初めての「パブリック・インボルブメント（Public Involvement, PI）」を導入した路線である。当路線により、陸・海・空のネットワーク強化による国際競争力の向上、災害時などにおける道路ネットワークの信頼性向上、東名高速道路とのアクセス性向上による物流の効率化、保土ヶ谷バイパスなどの渋滞緩和と沿線地域の生活環境の改善などが期待されている。
2005年（平成17年）8月に道路が通過する概ねのルート・構造の計画が、2008年（平成20年）9月には都市計画素案が公表された。全長約7.1 kmのうち、約4.1 kmを「横浜北西トンネル」が占める。シールドマシンは、2017年に横浜市緑区北八朔町の立て坑を出発し、1日最長20メートル (m)を掘り進めて、約16カ月で掘削完了した。トンネルは途中、横浜市営地下鉄グリーンラインや鶴見川と交差しており、水底トンネルに該当するため、道路法第46条第3項に基づき危険物積載車両は同トンネル（事実上本路線全線）を通過できない。
2011年（平成23年）3月15日に都市計画決定され、2012年（平成24年）7月10日に神奈川県知事から認可されて、同月25日に横浜市と首都高速道路株式会社が事業化を正式に表明。
2014年（平成26年）11月7日に正式に着工した。
開通目標については、2012年（平成24年）7月の時点で2022年（令和4年）4月、着工時点では2021年（令和3年）度としていたが、2016年（平成28年）3月27日に菅義偉官房長官(当時)は、首都高速神奈川7号横浜北線と北西線の整備を「最大の悲願」と強調して、2020年（令和2年）に開催を控える東京オリンピック前の開通を目指す方針を示した。近隣住民の理解によって用地取得期間が短縮されたほか、トンネルは掘削工事と同時に道路設備の工事が行われたため、約2年早く開通にこぎ着けた。
着工時点では総事業費は約2,200億円で、横浜市が約620億円を負担する計画となっていた。

## 規格
- 車線：4車線[12]
- 道路規格：第2種第1級[14]
- 設計速度：60 km/h[14]

## 出入口など
- 路線名の特記がないものは市道。
- 全線神奈川県横浜市内に所在。

| 出入口 番号               | 施設名         | 接続路線名       | 起点 から (km) | 備考                  | 所在地 |
| ------------------------- | -------------- | ---------------- | -------------- | --------------------- | ------ |
| 横浜北線 新横浜・生麦方面 |                |                  |                |                       |        |
|                           | 横浜港北JCT    | E83 第三京浜道路 | 0.0            |                       | 都筑区 |
| 758                       | 横浜港北出入口 | 川向線           | 0.0            | 横浜青葉JCT方面出入口 | 都筑区 |
| 759                       | 横浜青葉出入口 | 国道246号        | 7.1            | 横浜港北JCT方面出入口 | 青葉区 |
|                           | 横浜青葉JCT    | E1 東名高速道路  | 7.1            |                       | 青葉区 |

## 歴史
- 2001年（平成13年）8月28日 : 内閣府 都市再生プロジェクト（第二次決定）において、「横浜環状線北側区間と東名高速との接続区間の都市計画決定を早急に実現する」との提言を受けた[15]。
- 2003年（平成15年）7月 : 横浜市と国土交通省が有識者委員会を設立して計画の策定を本格化[7]。
- 2005年（平成17年）8月 : 道路が通過するおおむねのルートや構造等を定めた「概略計画」を公表[10]。
- 2008年（平成20年）9月 : 都市計画素案を公表[10]。
- 2011年（平成23年）3月15日 : 都市計画決定[2]。
- 2012年（平成24年）
  - 7月10日 : 神奈川県知事から認可[12]。
  - 7月25日 : 横浜市と首都高速道路株式会社が事業化を正式表明[12]。
- 2014年（平成26年）11月7日 : 正式に着工[3][4][5]。
- 2019年（令和元年）9月26日 : 路線名「高速神奈川7号横浜北西線」および各出入口・ジャンクションの名称が発表される[1]。
- 2020年（令和2年）3月22日 : 横浜港北JCT - 横浜青葉JCT開通、全線開通[6]。新型コロナウイルス感染症（COVID-19）の拡大防止のため、開通記念イベントおよび開通式典は中止[16][17]。

## 料金
首都高速道路も東名高速道路も、通行料金は距離制であるが、首都高速道路には通行料金に上限があるため、首都高で遠方まで行く自動車が、料金の安い横浜北西線へ流入し、通過交通が過剰となってしまう問題が懸念された。
このため開通当初は、横浜青葉JCTを介して東名高速と首都高を連続利用した場合、首都高速道路の上限料金を引き上げることで、首都高速3号渋谷線経由と同程度の料金となるように調整する措置がとられた。
この措置は首都高全体での上限料金の引き上げに伴い、2022年3月31日をもって終了した。

## 交通量
24時間交通量（台）　道路交通センサス
| 区間                                                      | 平成27（2015）年度 | 令和3（2021）年度 |
| --------------------------------------------------------- | ------------------ | ----------------- |
| 横浜港北JCT・横浜港北出入口 - 横浜青葉出入口・横浜青葉JCT | 調査当時未開通     | 43,892            |

（出典：「平成27年度全国道路・街路交通情勢調査」・「令和3年度全国道路・街路交通情勢調査」（国土交通省ホームページ）より一部データを抜粋して作成）
- 令和2年度に実施予定だった交通量調査は、新型コロナウイルスの影響で延期された[21]。

## 地理

### 通過する自治体
- 神奈川県
  - 横浜市都筑区 - 緑区 - 青葉区